# Peter Gustafsson
Peter Gustafsson (* 17. August 1976 in Orust) ist ein schwedischer Profigolfer der European Tour. Bei seinen Turnierauftritten trägt er stets auffallend bunte Sonnenhüte.
Er wurde 1999 Berufsgolfer und bespielte ab 2000 die zweitgereihte Challenge Tour. Wegen Ischiasbeschwerden verlor er nach 2001 seine Spielberechtigung und musste sich über die regionale, drittgereihte Nordic League zurückkämpfen. Ab 2003 wieder auf der Challenge Tour, erspielte Gustafsson sich mit einem Sieg bei der Tour School 2004 souverän die Qualifikation für die große European Tour. In seiner ersten Saison verpasste er einen Titelgewinn erst im Stechen gegen seinen Landsmann Peter Hanson, und bei den angesehenen Omega European Masters wurde Gustafsson nur vom spanischen Weltklassegolfer Sergio Garcia bezwungen. Am Ende der Spielzeit stand er auf dem beachtlichen 46. Platz der European Tour Order of Merit.

## Weblink
- Spielerprofil bei der European Tour

| Personendaten    | Personendaten             |
| ---------------- | ------------------------- |
| NAME             | Gustafsson, Peter         |
| KURZBESCHREIBUNG | schwedischer Berufsgolfer |
| GEBURTSDATUM     | 17. August 1976           |
| GEBURTSORT       | Orust, Schweden           |